# バイナリエディタ

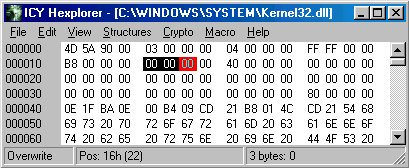
バイナリエディタの例

バイナリエディタ (Hex editor) とはバイナリファイルを閲覧・編集するためのソフトウェアである。
類似のものとしてディスクエディタ(Disk editor) があるが、ディスクエディタはハードディスクやメモリカードのバイナリ情報を閲覧・編集するソフトウェアである。

## 詳細
HTMLファイルがブラウザを用いるように、ファイルはファイルフォーマットごとの専用のアプリケーションを用いて使用される。バイナリエディタはファイルフォーマットを無視し、一律ファイルの生データを表示・編集することができる。
一般的なバイナリエディタはファイル上の絶対的な位置を示す番地情報と、16進法でその番地に記載されているバイナリ情報、そして特定の文字コードで同じ番地を書き記したテキスト情報をマルチラインで表示する。

## 代表的なバイナリエディタ
Unix/Linux
- Emacs: Hexlモードで使用
- HexEdit
- hex
- hexdump: 閲覧のみ
- hi
- od: 閲覧のみ
- Hex Editors（外部リンク）
- bvi
- [N]Curses Hexedit（外部リンク）

Windows
- BZ（外部リンク）(オープンソース)
- Dump4w バイナリエディタ（外部リンク）
- Power Witch the Royal（外部リンク）
- Stirling
- WinHex
- ViVi: バイナリモードで使用
- うさみみハリケーン

Mac
- HexEdit
- HexEditor
- turboJetEdit